# Šiftar
Šiftar je priimek več znanih Slovencev:
- Aleksander Šiftar (*1938), agronom, strokovnjak za parkovno vrtnarstvo, prof. BF
- Drago Šiftar (1956—2025), ekonomist, politik, diplomat
- Emerik Šiftar (1900—1982), agronom in šolnik
- Ivan Vanek Šiftar (1919—1999), pravnik, univ. profesor in kulturnopolitični delavec
- Jože Šiftar (1929—1998), kemik, univ. profesor
- Karel Šiftar (1869—1959), evangeličanski duhovnik, nabožni pisec
- Lucija Šiftar, direktorica fotografije (filmska snemalka)
- Marjan Šiftar (*1950), pravnik in diplomat
- Maša Šiftar, generalna konzulka